# 천존회 사건
천존회 사건은 2000년 1월 27일에 교주인 모행룡과 부인 박귀달이 사기혐의로 구속된 사건이다. 이들 부부는 종말론을 내세웠고 신도들은 이에 세뇌되어 전재산과 거액의 빚을 교주 부부에게 헌납하였다. 더욱이 피해신도들은 중앙부처의 공무원, 경찰간부, 은행원, 교사 등 사회적으로 지위가 있는 사람들이었다.

## 집단 형성 과정
교주 모행룡(1934년생)은 고교 졸업이후 사업에 실패하였다. 또한 그는 당뇨와 중풍으로 인해 108일동안 산중기도를 하러 들어갔다고 한다. 그가 산중기도를 하던 108일 중 103일이 되던 날, 그가 39세이던 1975년 1월 경기도 마석의 천마산 수월도량에서 휘황찬란한 빛이 나며 천계(天界)의 신장(神將)들을 대동하고 천존(天尊)이 강림해 “나는 천존이니라. 나는 대라천에 있으며 많은 천신을 거느리고 있느니라. 너희 땅에서는 나를 하나님이요, 옥황상제요, 천주라 부르고 있으나 앞으로는 오로지 천존이라고만 불릴 것이며 그날은 임박해 있느니라”라는 천존의 계시가 있은 후 그는 수행을 계속하게 된다.
한편으로 꿈에 옥황상제가 “한 여자를 찾으라”고 지시해서 발길닿는 대로 가다가 사흘째 되던 날 꿈에 부인 박귀달을 만났다. 전처가 10년 지병으로 사망한 후 44세 되던 해에는 천존의 하명이 있어 자신보다 15세 연하인 무속인 박귀달(天母)씨를 만나게 된다. 모씨는 1979년 하순에서 1983년까지 3단계에 걸치는 입신육도수행(入神六道修行-靈界와 神界의 수련)을 마친 후 그는 영능(靈能)을 얻게 되었다고 주장한다.
그 후 부부는 1984년 4월 24일에 '동서문화협회(회장 홍사광)'라는 명의로 외무부(제 100호)에 단체 등록을 했다. 같은 해 5월 20일 서울특별시 중랑구 면목 2동 190-130번지에서 제 1회 ‘천존의 모임’을 갖고 “천존의 집”을 개설했다. 1986년 2월 20일에는 생명의 샘터(現 본부)에 진리의 상을 봉안했다. 부부는 같은 해 11월 11일 파라과이 순방을 마쳤다. 1988년 9월 9일에는 '천도선법연구원'을 설립했으며 1992년 12월 21일에는 문화공보부 장관으로부터 '사단법인 천존회'란 명의로 종교법인설립허가를 받았다. 1997년 11월 7일에는 '재단법인 천존회유지재단'으로 명칭을 변경했다. 현재의 본부건물은 1995년 완공하였다.

## 사기 행각
모행룡 부부는 종말론을 내세워 자신들에게 재산을 많이 바쳐 환란을 막을 성전을 지어야 살아남을 수 있다고 주장했다. 신도들은 이에 세뇌되어 전재산과 거액의 빚을 부부에게 헌납하였는데, 공무원과 경찰, 교사, 변호사, 은행원, 기업인 등 사회적 지위가 있는 지식인들 상당수가 포함된 신도들 대부분이 이로 인해 가정이 파괴되고 직장에서 해고되었으며 자살하는 경우까지 있었다고 한다. 검찰은 모씨 부부등 천존회 간부 7명을 사기혐의로 구속하였으며, 이들 부부가 헌납받은 금액이 몇백억대에 달한다는 사실도 포착했다. 모씨 부부는 교리를 내세워 신도들의 병을 고칠 수 있다며 병원에 가지 못하도록 방해하여 결국 숨지게 하기도 했다. 뿐만 아니라 모씨 부부는 호화주택에서 아주 사치스러운 생활을 즐겼다 한다. 결국 2001년 10월 23일에 대법원은 모행룡씨와 부인 박귀달씨에게 각각 징역 8년과 5년을 선고하였다.
출소 후인 2008년에는 또다시 교단 재건에 착수하고 종단의 이름도 변경하였는데, SBS의 시사고발 프로그램인 그것이 알고싶다에서 이 사실이 폭로되어 다시 한 번 수면위로 떠오르게 되었다.